# Nigrische Fortschrittliche Union
Der Nigrische Fortschrittliche Union (französisch: Union Progressiste Nigérienne, Kürzel: UPN) war eine politische Partei im französischen Überseegebiet Niger.

## Geschichte
Die Nigrische Fortschrittliche Union wurde am 15. März 1953 als Abspaltung von der Union unabhängiger Nigrer und Sympathisanten (UNIS) gegründet. Die UNIS hatte sich bis dahin mit dem Wohlwohlen und der Unterstützung der französischen Verwaltung zur wichtigsten politischen Kraft in Niger entwickelt. Sie stellte seit 1951 mit Georges Condat und Ikhia Zodi die beiden Abgeordneten Nigers in der französischen Nationalversammlung sowie seit den Wahlen zur Territorialversammlung 1952 alle Mitglieder des nigrischen Parlaments. Georges Condat zeigte sich nicht damit einverstanden, dass die UNIS die Zusammenarbeit mit der Nigrischen Fortschrittspartei (PPN-RDA) verweigerte. Er gründete deshalb mit der UPN seine eigene Partei, die durch seine Person in der französischen Nationalversammlung vertreten war. Die UPN unterstützte den PPN-RDA-Kandidaten Boubou Hama bei der Wahl in das Parlament der Union française am 10. Oktober 1953. Boubou Hama verlor die Wahl. Die UPN und der PPN-RDA gründeten daraufhin am 8. November 1953 ein Koordinationskomitee. Die UPN-Jugendorganisation Jeunesse de l’Union Progressiste wurde am 28. Oktober 1954 mit Condat als Ehrenvorsitzendem offiziell registriert. Gegen Ende des Jahres 1954 funktionierte die Zusammenarbeit zwischen UPN und PPN-RDA nicht mehr. Im November 1955 fusionierte die UPN mit einer Gruppe weiterer ehemaliger Parteimitglieder der UNIS, darunter Adamou Mayaki und Issoufou Saïdou Djermakoye, zu einer neuen Partei: dem Nigrischen Aktionsblock (BNA).